# Lasionycta conjugata
Lasionycta conjugata là một loài bướm đêm thuộc họ Noctuidae. Nó được tìm thấy ở Dãy núi Rocky từ miền trung Utah và Colorado phía bắc đến Beartooth Plateau on the Montana-Wyoming border.
Nó được tìm thấy ở subalpine forests và is nocturnal.
Con trưởng thành bay từ đầu tháng 7 to cuối tháng 8.